# Выгода (Торуньский повет)
Вы́года — деревня в гмине Черниково Торуньского повета Куявско-Поморского воеводства в центральной части севера Польши.